# Paragymnomerus amitinorum
Paragymnomerus amitinorum är en stekelart som beskrevs av Blüthgen 1952. Paragymnomerus amitinorum ingår i släktet Paragymnomerus och familjen Eumenidae. Inga underarter finns listade i Catalogue of Life.